# Somerset Township (Illinois)
Die Somerset Township ist eine von 16 Townships im Jackson County im Südwesten des US-amerikanischen Bundesstaates Illinois. Im Jahr 2010 hatte die Somerset Township 4205 Einwohner.

## Geografie
Die Somerset Township liegt rund 30 km östlich des Mississippi, der die Grenze zu Missouri bildet. Die Mündung des Ohio an der Schnittstelle der Bundesstaaten Illinois, Missouri und Kentucky befindet sich rund 100 km südlich.
Die Somerset Township liegt auf 37° 49′ N, 89° 19′ W und erstreckt sich über 97,63 km². Der Südosten der Township wird vom Big Muddy River durchflossen.
Die Somerset Township liegt im nordöstlichen Zentrum des Jackson County und grenzt im Norden an die Vergennes Township, im Nordosten an die Elk Township, im Osten an die De Soto Township, im Südosten an die Carbondale Township, im Süden an die Murphysboro Township, im Südwesten an die Sand Ridge Township, im Westen an die Levan Township sowie im Nordwesten an die Ora Township.

## Verkehr
In der Somerset Township treffen die Illinois State Routes 13, 127 und 149 zusammen. Alle weiteren Straßen sind County Roads oder weiter untergeordnete und zum Teil unbefestigte Fahrwege.
Durch den Südosten der Township führt eine Eisenbahnlinie der Union Pacific Railroad.
Mit dem Southern Illinois Airport befindet sich etwa einen Kilometer südöstlich des Randes der Somerset Township ein Regionalflughafen. Der nächstgelegene größere Flughafen ist der Lambert-Saint Louis International Airport (rund 155 km nordwestlich).

## Demografische Daten
Nach der Volkszählung im Jahr 2010 lebten in der Somerset Township 4205 Menschen in 1736 Haushalten. Die Bevölkerungsdichte betrug 43,1 Einwohner pro Quadratkilometer. In den 1736 Haushalten lebten statistisch je 2,34 Personen. 
Ethnisch betrachtet setzte sich die Bevölkerung zusammen aus 93,1 Prozent Weißen, 3,9 Prozent Afroamerikanern, 0,3 Prozent amerikanischen Ureinwohnern, 0,7 Prozent Asiaten sowie 0,6 Prozent aus anderen ethnischen Gruppen; 1,4 Prozent stammten von zwei oder mehr Ethnien ab. Unabhängig von der ethnischen Zugehörigkeit waren 2,0 Prozent der Bevölkerung spanischer oder lateinamerikanischer Abstammung. 
20,6 Prozent der Bevölkerung waren unter 18 Jahre alt, 60,2 Prozent waren zwischen 18 und 64 und 19,2 Prozent waren 65 Jahre oder älter. 53,4 Prozent der Bevölkerung war weiblich.
Das mittlere jährliche Einkommen eines Haushalts lag bei 41.037 USD. Das Pro-Kopf-Einkommen betrug 20.415 USD. 17,4 Prozent der Einwohner lebten unterhalb der Armutsgrenze.

## Ortschaften
Neben den nördlichen Stadtteilen von Murphysboro gibt es in der Somerset Township nur Streubesiedlung.